# Cho Yong-pil
Cho Yong-pil (조용필?, Jo Yong-pilLR, Cho Yongp'ilMR; Gyeonggi, 21 marzo 1950) è un cantante, musicista e compositore sudcoreano.

## Carriera

### 1950–1968: Origini
Cho Yong-pil nacque a Hwaseong, Gyeonggi, nella Corea del Sud, nel 1950. All'età di sette anni ascoltò per la prima volta, per caso, Ray Charles suonare l'armonica a bocca. Egli rimase la sua più importante influenza musicale.

### 1969–1971: Periodo Atkins e Five Fingers
Nel 1969, formò una band di nome Atkins (Aeteukinjeu, 애트킨즈), di ispirazione country ed occidentale, ed arrivò a suonare per l'esercito statunitense stanziato in Corea. In seguito agli Atkins, fu la volta dei Five Fingers (Hwaibeu Pinggeoseu, 화이브 핑거스), sempre di ispirazione occidentale ma questa volta influenzati dalla musica dei neri d'America.

### 1971: Kim Trio
Fu nel 1971 che Cho ricevette una spinta fondamentale verso la musica rock, quando si unì al gruppo rock Kim Trio (Kim Teurio, 김트리오).

### 1980-1992: Successo commerciale
Nel 1975 Cho debuttò come artista solista, pubblicando il singolo Dorawayo Busanhange (돌아와요 부산항에, Come Back to Busan Port) che lo portò sotto l'attenzione dei media nazionali e che, successivamente, fece successo anche in Giappone. Cho, infatti, registrò anche una versione giapponese della canzone, e la cantò in concerto nel paese del sol levante. Nel 1980 fu pubblicato il suo primo album, Chang bakkui yeoja (창 밖의 여자, The Woman outside the Window).

### 1992-presente: Declino commerciale e concerti
Il declino commerciale di Cho, insieme a quello generale della musica trot, si ebbe quando debuttarono in Corea i Seo Taiji and Boys, gruppo pop che diede inizio ad un'epoca di musica dance, ripresa da innumerevoli nuovi giovani artisti e boy band. Gli album di Cho pubblicati dopo il 1992 iniziarono ad avere vendite scarse e poco successo, tanto che il cantante arrivò a ritirarsi dagli schermi televisivi.

Tuttavia, ciò gli diede la possibilità di dedicare tempo maggiore ai concerti live. Nel 1993, ad un suo concerto a Pusan si presentarono più di un milione di persone, stabilendo un record per la Corea del Sud. Nel 2005 Cho cantò anche in concerto a Pyongyang, la capitale della Corea del Nord, un evento estremamente raro per un cantante sudcoreano. In media, Cho partecipa ancora a circa 30 concerti l'anno.